# Mário Wilson
 (août 2012).
Si vous disposez d'ouvrages ou d'articles de référence ou si vous connaissez des sites web de qualité traitant du thème abordé ici, merci de compléter l'article en donnant les références utiles à sa vérifiabilité et en les liant à la section « Notes et références ».
Pour les articles homonymes, voir Wilson.
Mário Wilson est un footballeur, entraîneur portugais et sélectionneur portugais, né le 17 octobre 1929 à Lourenço-Marques au Mozambique alors colonie portugaise et mort le 3 octobre 2016.
Il est une personnalité remarquable de l'histoire du football portugais, ayant consacré plus de 50 ans de vie au sport, tout d'abord en tant que joueur, représentant le Sporting CP et l'Académica de Coimbra, puis en qualité d'entraîneur, commandant plusieurs équipes portugaises et l'équipe nationale. Surnommé le « vieux capitaine » (O Velho Capitão). Il est le père de Mário Valdez Wilson, footballeur, et entraîneur portugais, ainsi que d'Ana Maria Valdez Wilson, Miss República Portuguesa 1982 et grand-père de Bruno Wilson, footballeur, et international U19 portugais.

## Biographie

### Le joueur
Mário Wilson commence le football au sein des Os Fura Redes(los perfora redes) de Varzea, dirigé par ses deux frères. Sportif accompli il pratique d'autres sports tels que l'athlétisme, le volley-ball et le basket-ball. Après avoir défendu les couleurs du Desportivo de Lourenco Marques, puis brièvement celles du Clube Indo-Português, il quitte le Mozambique, pour rejoindre à 19 ans, le continent et le Sporting CP, afin de remplacer le grand buteur Fernando Peyroteo. Avec le club lisboète il remporte le championnat national en 1951. Bien que durant la première saison il est un titulaire indiscutable, dans la seconde son utilisation n'est pas aussi régulière, et joue même plusieurs rencontres au sein de l'équipe réserve.
Mário Wilson a également joué pour la sélection du Mozambique, alors colonie portugaise, à quelques occasions. Il a également joué pour l'équipe du Portugal, en 1955, il enregistre deux sélections pour l'équipe nationale "B" du Portugal.

#### Académica de Coimbra
Au terme de cette saison il quitte Lisbonne pour rejoindre Coimbra, et les Estudantes. Il ne quittera l'Académica de Coimbra qu'en 1968, au cours de ces 17 années passées dans la capitale des étudiants, il passe du poste d'avant centre à défenseur, puis en devient l'entraineur. Athlète accomplie il impressionne par son énorme physique. Comment attaquant, il était très fort et agile, bon dans le jeu aérien, compte tenu de sa taille, mais peu doué techniquement. Comme défenseur il se révèle être très efficace dans le marquage, souverain et calme dans les actions défensives de l'équipe Coimbra. Mário Wilson devient une référence en tant que défenseur central. Au service de la Briosa, il participe à 254 matches officiels en championnat et marque 15 buts au cours des 12 saisons passées en tant que joueur.

#### Statistiques joueur
| Saison                | Club                        | Championnat                              | Championnat | Championnat | Coupe(s) nationale(s) | Coupe(s) nationale(s) | Sélection | Sélection | Sélection | Total | Total |
| Saison                | Club                        | Division                                 | M.          | B.          | M.                    | B.                    | Équipe    | M.        | B.        | M.    | B.    |
| 1948-1949             | Desportivo Lourenço Marques | Campeonato Distrital de Lourenço Marques | 0           | 0           | -                     | -                     | -         | 0         | 0         | 0     | 0     |
| Sous-total            | Sous-total                  | Sous-total                               | 0           | 0           | -                     | -                     | -         | 0         | 0         | 0     | 0     |
| 1949-1950             | Sporting CP                 | I Divisão                                | 21          | 23          | 0                     | 0                     | -         | 0         | 0         | 21    | 23    |
| 1950-1951             | Sporting CP                 | I Divisão                                | 15          | 14          | 2                     | 0                     | -         | 0         | 0         | 17    | 14    |
| Sous-total            | Sous-total                  | Sous-total                               | 36          | 37          | 2                     | 0                     | -         | 0         | 0         | 38    | 37    |
| 1951-1952             | Académica de Coimbra        | I Divisão                                | 24          | 5           | 2                     | 0                     | -         | 0         | 0         | 26    | 5     |
| 1952-1953             | Académica de Coimbra        | I Divisão                                | 26          | 0           | 2                     | 0                     | -         | 0         | 0         | 28    | 0     |
| 1953-1954             | Académica de Coimbra        | I Divisão                                | 13          | 2           | 1                     | 0                     | -         | 0         | 0         | 14    | 2     |
| 1954-1955             | Académica de Coimbra        | I Divisão                                | 26          | 1           | 5                     | 0                     | -         | 0         | 0         | 31    | 1     |
| 1955-1956             | Académica de Coimbra        | I Divisão                                | 26          | 2           | 1                     | 0                     | -         | 0         | 0         | 27    | 2     |
| 1956-1957             | Académica de Coimbra        | I Divisão                                | 24          | 2           | 0                     | 0                     | -         | 0         | 0         | 24    | 2     |
| 1957-1958             | Académica de Coimbra        | I Divisão                                | 25          | 0           | 4                     | 1                     | -         | 0         | 0         | 29    | 1     |
| 1958-1959             | Académica de Coimbra        | I Divisão                                | 14          | 1           | 4                     | 0                     | -         | 0         | 0         | 18    | 1     |
| 1959-1960             | Académica de Coimbra        | I Divisão                                | 16          | 2           | 1                     | 0                     | -         | 0         | 0         | 17    | 2     |
| 1960-1961             | Académica de Coimbra        | I Divisão                                | 24          | 0           | 2                     | 0                     | -         | 0         | 0         | 26    | 0     |
| 1961-1962             | Académica de Coimbra        | I Divisão                                | 19          | 0           | 4                     | 0                     | -         | 0         | 0         | 23    | 0     |
| 1962-1963             | Académica de Coimbra        | I Divisão                                | 17          | 0           | 4                     | 0                     | -         | 0         | 0         | 21    | 0     |
| Sous-total            | Sous-total                  | Sous-total                               | 254         | 15          | 30                    | 1                     | -         | 0         | 0         | 284   | 16    |
| Total sur la carrière | Total sur la carrière       | Total sur la carrière                    | 290         | 52          | 32                    | 1                     | -         | 0         | 0         | 322   | 53    |

### L'entraîneur

#### Associação Académica de Coimbra (1964-1968)
Sa carrière de joueur terminé, Mário Wilson embrasse la fonction d'entraîneur de football. Il prend en charge l'équipe première  de l'Académica de Coimbra pour la saison 1964-1965, succédant à ce poste, au maître José Maria Pedroto, personnage avec lequel il gardera une relation conflictuelle tout au long de sa carrière. Avec son savoir-faire et de l'art construire de grandes équipes. Il présente un type de football hautement loué, spectaculaire et captivant pour les spectateurs, dès lors les résultats sportifs apparaissent, et fait émerger, les estudantes dans les premières places du tableau du championnat national de 1re Division. Grâce à lui l'Académica de Coimbra se classe à la 2e place du Championnat National de première division, restant à 3 points du SL Benfica. Cette même saison son équipe est aussi en finale de la Coupe du Portugal 1966-1967. Au terme de la 10e journée du Championnat du Portugal de football 1968-1969, il quitte le poste d'entraîneur de l'équipe de l'Académica de Coimbra, contre toute attente. Cependant, il reste peu de temps sans travail dès la 14e journée on le retrouve à la tête du troisième club lisboète, Os Belenenses.

#### Clube de Futebol Os Belenenses (1968-1970)
Il restera comme entraîneur des Pastéis de Belém jusqu'à la fin de la saison 1969-1970, incapable au cours de cette période, d'atteindre des résultats sportifs de grande importance, terminant dans le milieu du tableau.

#### Futebol Clube Tirsense (1971)
Sans club pour la saison 1970-1971, pour des raisons personnelles, il rejoint lors de la 22e journée, le club de Santo Tirso, modeste équipe du nord qui lutte désespérément pour se maintenir en 1re division portugaise. Avec cinq victoires et deux nuls, le club se maintient.

#### Vitória Sport Clube (1971-1975)
Le Président de la Direction du Vitória Sport Clube, Monsieur Antero Júnior, choisis Mário Wilson pour diriger l'équipe de Guimarães pour la saison 1971-1972 afin de mener un projet de rénovation. Après les énormes bouleversements vécus lors de la saison 1970-1971, le Vitória Sport Clube, Mário Wilson procède à une profonde révolution dans l'effectif. La célèbre équipe victorienne des années 60 avait atteint la limite de sa capacité, principalement en raison de l'âge de certains de ses éléments clés. Le rajeunissement de l'équipe était donc une mesure d'urgence et en ce sens il recrute plusieurs joueurs. Mário Wilson met en place un style très différent du jeu qui auparavant, régnait au sein du club. Il crée un schéma tactique beaucoup plus offensive, ce qui rend le jeu de l'équipe plus attrayant et occupant toute la largeur du terrain, en passes courtes et appuyées, et avec l'appui des latéraux au niveau offensif. L'objectif du club pour la nouvelle saison 1971-72 avait pour but de jeter les bases d'un avenir meilleur. Avec un rendement satisfaisant, Mário Wilson atteint une 6e place, bien au-dessus de celle attendue.
Pour la saison 1972-73, Mário Wilson, prolonge son contrat qui n'était que d'une saison. Quant à l'équipe il n'y a pas de grandes innovations, presque tous les joueurs poursuivent ainsi le processus entamé lors de la saison précédente. De nouveau son style reste satisfaisant et répète le classement obtenu lors de la saison précédente, soit une 6e place.
La saison 1973-74, voit Mário Wilson reconduit, tandis que l'effectif est un peu plus remanié comparé à la saison précédente. Ce qui lui vaut de maintenir son rang.
Puis vient la saison 1974-75, qui sera la dernière de Mário Wilson, à la tête d'Os Vimaranenses, cette saison est considérée comme la meilleure des années. Il s'attache les services d'un certain nombre de grands joueurs, tels que Rui Rodrigues, qu'il avait déjà eu sous ses ordres à l'Académica de Coimbra, ainsi que d'autres éléments clés qui vont renforcer une équipe bénéficiant déjà de grands noms du football portugais. La Direction du Vitória Sport Clube, dirigée par Rodrigues Guimarães, a pour objectif atteindre une place donnant accès aux compétitions internationales de clubs. L'équipe réalise une excellente saison, disputant la 4e place avec le Boavista Futebol Clube. Fait intéressant, le dernier match du championnat de 1re division est joué face au Boavista FC. Cette rencontre est décisive pour l'attribution de la fameuse 4e place, billet pour les compétitions européennes. Le Vitória Sport Clube, part avec une avance de 2 points sur Os Axadrezados et un nul suffit pour assurer cette 4e place tant espérée. Malheureusement rien ne va et le Boavista Futebol Clube gagne par 1-2. Pour la petite histoire un but est refusé à Guimarães par l'arbitre de la rencontre, monsieur António Garrido qui, a estimé que le ballon n'a pas franchi la ligne de but.
Durant son passage à Guimarães, Mário Wilson, atteint à chaque fois le premier tiers du tableau du championnat national de 1re Division, en répétant successivement la 6e place, puis la 5e, lors de sa dernière saison passée à la tête d'Os Vimaranenses.

#### Sport Lisboa e Benfica (1975-1976)
À la fin de la saison 1974-75, Benfica, bien que champion national, ne renouvèle pas le contrat du Yougoslave Milorad Pavić, et contracte Mário Wilson, qui était en pour parler de reconduction avec le Vitória Sport Clube. Mário Wilson, se retrouve à la tête d'un grand nombre d'internationaux portugais tels que José Henrique, António Barros, Malta da Silva, Artur Correia, Vítor Martins, Shéu, Messias Timula, Tóni, Romeu Silva, Vítor Baptista, Mário Moinhos, Rui Jordão et Nené, et bien d'autres suivront. Il est celui qui fait débuter à l'âge de 17 ans, le 7 mars 1976, un jeune prometteur, Fernando Chalana. Le premier match officiel a eu lieu à domicile pour le compte de la 1re journée  du Championnat contre le Boavista FC, qui se termine sur un nul 0-0. Mário Wilson remporte le championnat après une lutte intense avec le Boavista FC. Il devient ainsi le premier entraîneur portugais à remporter le championnat du Portugal avec le Benfica Lisbonne. Il devient célèbre grâce à une phrases régulièrement reprise de nos jours par les entraineurs du Sport Lisboa e Benfica : "qualquer treinador que vá para o SL Benfica, arrisca-se sempre a ser campeão" (tout entraîneur qui va au SL Benfica, risque toujours d'être champion). Malgré le titre gagné, il ne reste pas à Lisbonne et est remplacé par l'Anglais John Mortimore.

#### Boavista Futebol Clube (1976-1977)
Il rejoint le Boavista FC, succédant à nouveau à José Maria Pedroto, qui, est retourné au FC Porto. Il réussit à garder le Boavista FC au sommet du football portugais, terminant 4e du championnat, malgré le départ de certains des meilleurs joueurs au maillot à damier. Tel que João Alves parti en Espagne à l'UD Salamanca, Celso Matos et António Taí partis tous les deux au FC Porto. Bien que le Boavista a essayé de le maintenir à tout prix, il cède à l'invitation de revenir à Guimarães.

#### Vitória Sport Clube (1977-1979)
Mário Wilson répond favorablement à l'invitation du président du directoire Vitória Guimarães, Gil Mesquita, il est ainsi de retour à Guimarães. Il réalise un début de saison remarquable, de telle sorte qu'à la 5e journée, le Vitória Guimarães, prend la tête du championnat national de 1re Division. Maintenant de bons résultats jusqu'à la fin des matches aller, ce qui permet aux Vimaranenses de tenir une excellente 4e place synonyme de compétitions européennes. Dans la seconde moitié, l'accumulation d'une série de mauvais résultats, conduit le club à tenir difficilement une 6e place à la fin du championnat 1977/78.
La saison suivante, Mário Wilson est invité par la direction à assumer le poste de coordonnateur du club en même temps que celui d'entraîneur. L'objectif du club étant l'amélioration des résultats et de se qualifier pour les compétitions européennes. Il accepte le défi et l'intègre dans son projet. Il assume dès lors la pleine responsabilité du choix des joueurs et consent au licenciement de joueurs charismatiques, comme Tito (au club depuis 1971 et régulièrement meilleur buteur du club) et Osvaldinho (au club depuis 1969), tous deux âgés de trente-deux ans. Il fait revenir l'attaquant brésilien Jeremias après avoir joué en Espagne durant quatre saisons, et en recrute un autre qu'il à personnellement observé au Brésil, Mundinho, et pour pallier le départ d'Osvaldinho en défense, il engage l'ancien joueur du Sporting CP, Manaca. Mais la saison 1978/79 n'est pas celle tant espérée, et plusieurs événements ont généré un conflit profond et irréconciliable entre la direction et Mário Wilson. Le championnat ne commence pas de la meilleure façon les exhibitions de l'équipe étaient "pauvres" et les résultats bien en deçà des aspirations, jusqu'à la 8e journée l'équipe n'avait toujours pas marqué un but à l'extérieur. Les problèmes ont commencé à surgir durant la pré-saison. Mário Wilson désireux de se rendre au Brésil afin de superviser des renforts potentiels pour le club. Il y reste plus d'un mois et n'aboutit qu'à l'embauche de l'attaquant Mundinho. Le vieux capitaine ne termine pas la saison, ayant été demis de ses fonctions après la 27e journée, remplacé par Daniel Barreto après la grande déception du match contre le SC Braga. À partir de là, ont commencé une guerre des mots et des accusations mutuelles entre l'entraîneur et les dirigeants Guimarães. Courant de la saison vient l'invitation de la Fédération portugaise de football afin qu'il prenne le relais comme entraîneur national. Les dirigeants du Vitória Guimarães n'ont pas apprécié qu'il accepte, néanmoins compréhensifs ils finissent par céder. Malheureusement les longues absences afin d'entraîner l'équipe nationale du Portugal, ont été préjudiciable aux performances de l'équipe. En outre, il se révèle incapable d'assumer les deux fonctions. Le département de football du club se retrouve complètement désorganisé. En dehors de ces questions, il y a encore de sérieux problèmes avec les joueurs, en particulier au niveau des primes de jeu demandées, et Mário Wilson, c'est toujours rangé aux côtés des joueurs contre la direction du club, qui a été contraint de céder aux demandes. Dans plusieurs interviews, le vieux capitaine justifie les mauvais résultats avec la rupture de l'esprit de cohésion entre les joueurs, les entraîneurs et les dirigeants.
Ainsi se termine de la pire façon la relation sportive que Mário Wilson a maintenu pendant de nombreuses années avec le Vitória Guimarães. Il reste néanmoins l'entraîneur avec plus de matches à la tête de l'équipe de Guimarães. Il a dirigé le Vitória Guimarães pendant 177 matchs du championnat national de première division. Au total, Mario Wilson, a passé 6 saisons à Guimarães.

#### Statistiques entraîneur
| Résultats | Résultats         | Résultats              | Résultats | Résultats | Résultats | Résultats  | Résultats | Total       | Total  | Total      |
| Saison    | Club              | Pays                   | Victoires | Nuls      | Défaites  | Classement | Titres    | % Victoires | % Nuls | % Défaites |
| --------- | ----------------- | ---------------------- | --------- | --------- | --------- | ---------- | --------- | ----------- | ------ | ---------- |
| 1964-65   | Académica Coimbra | I Divisão              | 18        | 2         | 10        | 4e         | 0         | 60,00%      | -      | -          |
| 1965-66   | Académica Coimbra | I Divisão              | 9         | 8         | 10        | 6e         | 0         | 33,33%      | -      | -          |
| 1966-67   | Académica Coimbra | I Divisão              | 25        | 4         | 7         | 2e         | 0         | 71,43%      | -      | -          |
| 1967-68   | Académica Coimbra | I Divisão              | 18        | 5         | 9         | 4e         | 0         | 54,55%      | -      | -          |
| 1968-69   | Académica Coimbra | I Divisão              | 6         | 1         | 5         | SNT        | 0         | 50,00%      | -      | -          |
| 1968-69   | Os Belenenses     | I Divisão              | 10        | 4         | 5         | 8e         | 0         | 0,00%       | -      | -          |
| 1969-70   | Os Belenenses     | I Divisão              | 15        | 6         | 14        | 7e         | 0         | ,0%         | -      | -          |
| 1970-71   | FC Tirsense       | I Divisão              | 5         | 2         | 4         | 9e         | -         | ,%          | -      | -          |
| 1971-72   | Vitória Guimarães | I Divisão              | 12        | 8         | 12        | 6e         | 0         | 37,50%      | -      | -          |
| 1972-73   | Vitória Guimarães | I Divisão              | 12        | 11        | 9         | 6e         | 0         | 37,50%      | -      | -          |
| 1973-74   | Vitória Guimarães | I Divisão              | 10        | 11        | 10        | 6e         | 0         | 32,26%      | -      | -          |
| 1974-75   | Vitória Guimarães | I Divisão              | 17        | 7         | 9         | 5e         | 0         | 51,52%      | -      | -          |
| 1975-76   | Benfica Lisbonne  | I Divisão              | 25        | 5         | 7         | 1er        | 1         | 67,57%      | -      | -          |
| 1976-77   | Boavista FC       | I Divisão              | 18        | 8         | 11        | 4e         | 0         | 48,65%      | -      | -          |
| 1977-78   | Vitória Guimarães | I Divisão              | 13        | 8         | 12        | 6e         | 0         | 39,39%      | -      | -          |
| 1978-79   | Vitória Guimarães | I Divisão              | 15        | 5         | 11        | SNT        | 0         | 48,39%      | -      | -          |
| 1979-80   | Benfica Lisbonne  | I Divisão              | 27        | -         | -         | 3e         | 1         | 69,23%      | -      | -          |
| 1980-81   | Académica Coimbra | I Divisão              | 5         | -         | -         | 16e        | -         | 20,00%      | -      | -          |
| 1981-82   | Académica Coimbra | II Divisão Zona Centro | 14        | -         | -         | 2e         | -         | 48,28%      | -      | -          |
| 1982-83   | Académica Coimbra | II Divisão Zona Centro | 26        | -         | -         | -          | -         | 60,47%      | -      | -          |
| 1983-84   | Estoril-Praia     | I Divisão              | 7         | -         | -         | 14e        | -         | 29,17%      | -      | -          |
| 1984-85   | Boavista FC       | I Divisão              | 7         | -         | -         | -          | -         | -           | -      | -          |
| 1995-96   | Benfica Lisbonne  | I Divisão              | 29        | -         | -         | 2e         | 1         | 67,44%      | -      | -          |
| 1996-97   | Benfica Lisbonne  | I Divisão              | 0         | -         | -         | -          | 0         | 0,00%       | -      | -          |
| 1997-98   | Benfica Lisbonne  | I Divisão              | 3         | -         | -         | -          | 0         | 50,00%      | -      | -          |
| Total     | Total             | Total                  | ?         | ?         | ?         | ?          | 0         | ?           | ?      | ?          |

- 1984-1986 :  Estoril
- 1986-1987 :  Cova da Piedade
- 1987-1988 :  Louletano DC
- 1988-1989 :  SCU Torreense
- 1989 :  Louletano DC
- 1989-1990 :  SC Olhanense
- 1990-1991 :  RD Águeda
- 1993-1995 :  FAR de Rabat
- 1997-1999 :  FC Alverca

#### Coupes continentales
En gras, le club vainqueur.
| Date              | Club             | Compétition | Adversaire           | Résultat | Tour |
| ----------------- | ---------------- | ----------- | -------------------- | -------- | ---- |
| 2 octobre 1968    | Académica        | C3          | Olympique lyonnais   | 1-0      |      |
| 9 octobre 1968    | Académica        | C3          | Olympique lyonnais * | 1-0 ap   |      |
| 17 septembre 1975 | Benfica Lisbonne | C1          | Fenerbahçe           | 7-0      |      |
| 1er octobre 1975  | Benfica Lisbonne | C1          | Fenerbahçe           | 1-0      |      |
| 22 octobre 1975   | Benfica Lisbonne | C1          | Újpest FC            | 5-2      |      |
| 5 novembre 1975   | Benfica Lisbonne | C1          | Újpest FC            | 3-1      |      |
| 3 mars 1976       | Benfica Lisbonne | C1          | Bayern Munich        | 0-0      |      |
| 17 mars 1976      | Benfica Lisbonne | C1          | Bayern Munich        | 5-1      |      |
| 15 septembre 1976 | Boavista         | C2          | CSU Galați           | 2-3      |      |
| 29 septembre 1976 | Boavista         | C2          | CSU Galați           | 2-0      |      |
| 20 octobre 1976   | Boavista         | C2          | PFK Levski Sofia     | 3-1      |      |
| 3 novembre 1976   | Boavista         | C2          | PFK Levski Sofia     | 2-0      |      |

* Olympique lyonnais qualifié par tirage au sort.

### Le sélectionneur national
Le passage de Mário Wilson au poste de sélectionneur national, est une période au cours de laquelle le Portugal joue la qualification pour le Championnat d'Europe 1980. Les débuts de Mário Wilson comme entraîneur de l'équipe nationale a lieu le 20 septembre 1978, un match dans lequel l'équipe portugaise bat les USA 1 à 0.

#### Statistiques sélectionneur
| Résultats | Résultats | Résultats | Résultats | Résultats | Résultats | Total       | Total  | Total      |
| Année     | Pays      | Victoires | Nuls      | Défaites  | Titres    | % Victoires | % Nuls | % Défaites |
| --------- | --------- | --------- | --------- | --------- | --------- | ----------- | ------ | ---------- |
| 1978      | Portugal  | 2         | 1         | 0         | 0         | 66,67%      | 33,33% | 0,00%      |
| 1979      | Portugal  | 2         | 1         | 2         | 0         | 40,00%      | 20,00% | 40,00%     |
| 1980      | Portugal  | 0         | 0         | 1         | 0         | 0,00%       | 0,00%  | 100,00%    |
| Total     | Total     | 4         | 2         | 3         | 0         | ?           | ?      | ?          |

## Palmarès

### En tant que joueur

#### Avec leSporting CP(1)
- Vainqueur du Championnat du Portugal de I Divisão en 1950-51.